# 石見翔子
石見翔子（3月19日—），日本女性漫畫家。出身於福井縣。以四格漫畫作品《鈴鈴妹妹！》和《加奈日記》著名。

## 作品列表

### 連載中
- 《無職轉生～洛琪希也要拿出真本事～》（原作：不講理不求人），連載於《ComicWalker》。

### 連載結束
- 《flower＊flower》，連載於《Comic百合姫S（日语：コミック百合姫S）》
- 《鈴鈴妹妹！》（スズナリ!），連載於《Manga Time Kirara MAX》，全2卷
- 《加奈日記》（かなめも），連載於《Manga Time Kirara MAX》，全6卷
- 《Flyable Heart》（原作：UNiSONSHIFT（日语：ソフパル#ユニゾンシフト：ブロッサム））連載於《電撃G's Festival! COMIC（日语：電撃G's Festival!#電撃G's Festival! COMIC）》
- 《5》，連載於《YOUNG GANGAN》
- ，連載於《Manga Time Kirara MAX》，全2卷

### 無續集漫畫
-  - 刊載於《Manga Life Original（日语：まんがライフオリジナル）》2008年3月號

## 參與製作
- 《向陽素描》精華集2 - 芳文社刊
- 《神聖十月》 - 科樂美刊
- 《龍影咒》精華集 - Enterbrain刊

## 外部連結
- （日語）官方網站 （页面存档备份，存于）